# François Derivery
 (août 2025).
Si vous disposez d'ouvrages ou d'articles de référence ou si vous connaissez des sites web de qualité traitant du thème abordé ici, merci de compléter l'article en donnant les références utiles à sa vérifiabilité et en les liant à la section « Notes et références ».
François Derivery est un peintre français, membre du groupe DDP (1971-1999), auteur, éditeur et militant. Il a publié de nombreux ouvrages et des articles dans diverses revues.

## Biographie
Né à Calais le 27.11.1937.  
Études secondaires au lycée d’Amiens. Il fréquente dès 14 ans l’École des Beaux-Arts et étudie la peinture dans l’atelier d’un des derniers peintres académiques de la région.
Arrivé à Paris en 1955, il suit une préparation au professorat de dessin à l’Académie Julian. Il y fait la connaissance de Raymond Perrot et de Michel Dupré, ses futurs associés du groupe DDP.
Après une rencontre avec l’Espagnol Manuel Duque il participe au mouvement Informel-lyrique regroupé autour du critique Julien Alvard et la galerie Breteau. Ces années riches de nouveaux contacts — Alain Jacquet, Claude Grobéty, Gilles Caron, Pierre Bernard… — sont interrompues par la guerre d’Algérie et la mobilisation.
Au cours d’un séjour forcé dans un hôpital militaire de Djidjelli il crée, avec un sergent du service de santé, une revue ronéotée, L’Amachine à coudre, composée de poèmes et de textes de tendance libertaire et antimilitariste, qui circule dans tout le camp. L’expérience sera interrompue par l’État-major au bout de 3 parutions.
Au retour d’Algérie, il pratique une figuration précise centrée sur l’objet. S’ensuivent des peintures à l'encre sérigraphique et à la gouache fluorescente, des papiers collés. À partir de 1968 ses recherches s’orientent vers l’image et la presse.
Après une lente gestation de 15 ans, le groupe DDP (Derivery-Dupré-Perrot) se constitue en 1971.  
Il édite aussitôt une brochure Van Gogh, Paris 1971 à l’occasion d’une exposition du musée de l’Orangerie, et réalise un premier film en Super 8 gonflé en 16mm, Limace, qui sera projeté au Studio 28 et fera, avec d’autres, le tour de divers festivals de cinéma expérimental.
S’ensuivent une série de publications. D’abord de deux gros volumes en forme de thèses consacrés à l’analyse esthétique et sémiotique de textes et images sociales : Social, écriture (1972), et à lire (1973). Tirés chacun à 200 exemplaires, ils seront tous deux vendus en quelques jours à la librairie Maspéro La joie de lire de la rue de la Huchette. Dès lors les publications de brochures se succèdent à l’occasion d’actions ou d’expositions du groupe, jusqu’à la création de la revue Esthétique Cahiers (35 numéros au format A4, entre 1985 et 1997) et des éditions E.C.
François Derivery adhère en 1974 au PCF et fait bientôt partie du Collectif des Plasticiens de la Fédération de Paris, où il retrouve Claude Cléro, Serge Marlin, Michel Parré, avec l’ambition de tenter d’influencer la politique culturelle du Parti… Proche d’André Fougeron, de Boris Taslitzky et d’autres artistes communistes, DDP participe aussi régulièrement à un groupe de recherche du CERM puis IRM (Institut de recherches Marxistes). F. Derivery démissionne du PCF en 1993 à la suite du désaveu du travail du Collectif des Plasticiens de la Fédération de Paris par la direction du Parti.
En 1975, après une rencontre avec Michel Troche, le groupe DDP fait son entrée au Salon de la Jeune Peinture, où il expose 3 toiles individuelles de grand format sur le thème de La Presse. Le groupe adhère aussitôt au « groupe des peintres antifascistes » avec Julio Le Parc, Maurice Matieu, Gérard Fromanger, Claude Lazar, Claude Yvel, Frédéric Brandon… La première peinture collective du groupe DDP A-Fric (220 × 320 cm) sera accrochée l’année suivante, en 1976.

### Note sur le groupe DDP
Très actif dans les années 1970-1980, le groupe DDPs’est rapidement fait remarquer par sa figuration critique axée sur le repérage et la déconstruction de l’idéologie véhiculée par les images circulant dans la sphère sociale. Utilisant à la fois, dans une technique neutre et modulable, le repérage, la dissociation et la redistribution des signes mêlés à l’intervention du texte, le tout constituant un langage plastique inédit, les membres du groupe DDP, tant dans des travaux individuels que collectifs, pratiquent une peinture sémiologique, sociologique et politique en relation directe avec les travaux des sciences humaines de l’époque. Ce travail sur l’image et les discours imagés s’est appliqué à l’interprétation et à la pratique de différents langages, dont en premier lieu le cinéma avec la réalisation de nombreux films projetés en festivals, l’affiche, l’édition.  
La censure plus ou moins affirmée qui a souvent répondu, de la part de l’institution et de la critique en place, à ces travaux ambitieux, subversifs et dérangeants — qui n’en ont pas moins produit dans le milieu artistique des effets repérables — n’a pas empêché de nombreuses expositions et rétrospectives du groupe.
En 1978 F. Derivery est, avec Maurice Rapin, co-secrétaire du premier salon Figuration Critique qui se tient au musée du Luxembourg.  
Entre 1975 et 1978, après plusieurs séjours en Iran, et marié à une Iranienne proche du parti Toudeh, il réalise de nombreuses affiches pour la cellule parisienne de ce parti.
Il réalise en 1994 une série d’œuvres sur papier Barbès et en 1995 un ensemble de toiles et de photographies intitulée Paysages politiques qui sont exposées à la galerie des Cahiers de la Peinture de Mondher Ben Milad.
Il lance en 1996 avec Michel Parré une mobilisation contre l’exposition L’artiste face à l’histoire du Centre Pompidou. Il est rédacteur en chef adjoint de la revue Intervention créée par Francis Parent pour soutenir cette initiative.
En 1998 il prend une retraite de certifié d’arts plastiques et décide, au regard de la situation artistique et de l’état de carence et de démission du texte sur l’art de se reconvertir prioritairement dans l’écriture.  
Il collabore régulièrement entre 2001 et 2009 à la revue Artension alors dirigée par Pierre Souchaud. DDP pendant ce temps publie Le Ringard (56 numéros, de 1999 à 2003), animé par Raymond Perrot. En 2005 le groupe crée la revue semestrielle Écritique (20 numéros entre 2005 et 2015) dont F. Derivery assure la gestion et le secrétariat après le décès de Perrot en 2005. Il participe depuis régulièrement à la revue Ligeia, dirigée par Giovanni Lista, tout en publiant divers ouvrages.

### Ouvrages personnels
- Pulsions et inscriptions dans deux romans de Jules Verne, 1994.
- Avant-dernier acte, nouvelles, 1995.
- Deux Entretiens (avec Maurice Matieu), 2000.
- L’Exposition 72-72, 2001.
- Art et travail collectif suivi de La politique d’art officiel en France, 2001.
- Le système de l’Art[3], 2004.
- Les artistes terrassant la CAVAR (avec Robert Maggiani), 2005.
- L'Art contemporain de marché, vitrine du néolibéralisme, 2008.
- Art et voyeurisme, des Pompiers aux Postmodernes, 2009.
- L’Art contemporain, produit et acteur du néolibéralisme, 2013.
- Art contemporain : le déni du sens, 2016.
- Paysages Politiques, 2019.
- Militantismes artistiques, 2021.
- L’art contemporain, arme idéologique du néolibéralisme, 2023[4].
- François Derivery a publié de nombreux articles dans la revue Ligeia, dont :
  - Autour de l’idéologie artistique néolibérale, Ligeia, n° 177–180, janv.–juin 2020, p. 145–147, 235 Disponible sur ProQuest.
  - Lady Godiva ou le regard enfermé, Ligeia, n° 185–188, 2021 Notice Cairn.info.
  - Lady Godiva ou le regard enfermé, Ligeia, n° 13–14, 1993 Notice Cairn.info.
  - De Chirico, la fabrique des rêves, Ligeia, numéro spécial Giorgio de Chirico, 2020 Fiche Centre national du livre.
  - Article dans Ligeia, n° 153–156, 2017/1, p. 42–XX Texte intégral Cairn.info.  Il a également été membre du conseil de rédaction de la revue Artension de 2001 à 2009 Site Artension.

### Publications du groupe DDP
- Van Gogh, 1971.
- Social, écriture, 1972.
- à lire, 1973.
- Chercher l’esthétique, 1985.
- DDP, Forces du peindre, 1986.
- Esthétique critique, 1994.
- Le Groupe DDP 1971-1998, pratiques collectives, pratiques artistiques, 1999.
- La peinture collective du Groupe DDP, 2005.

### Autres contributions
- Aux éditions Le Temps des Cerises, in Le Livre noir du Capitalisme, 1998 Le Livre noir du capitalisme:  
  - « Massacres et répression en Iran »
  - « Guerre et répression : l’hécatombe vietnamienne »
- Aux éditions Patou : Le Salon de la Jeune Peinture, une histoire 1950-1983 (Francis Parent et Raymond Perrot), réédition augmentée, 2016.

## Illustrations

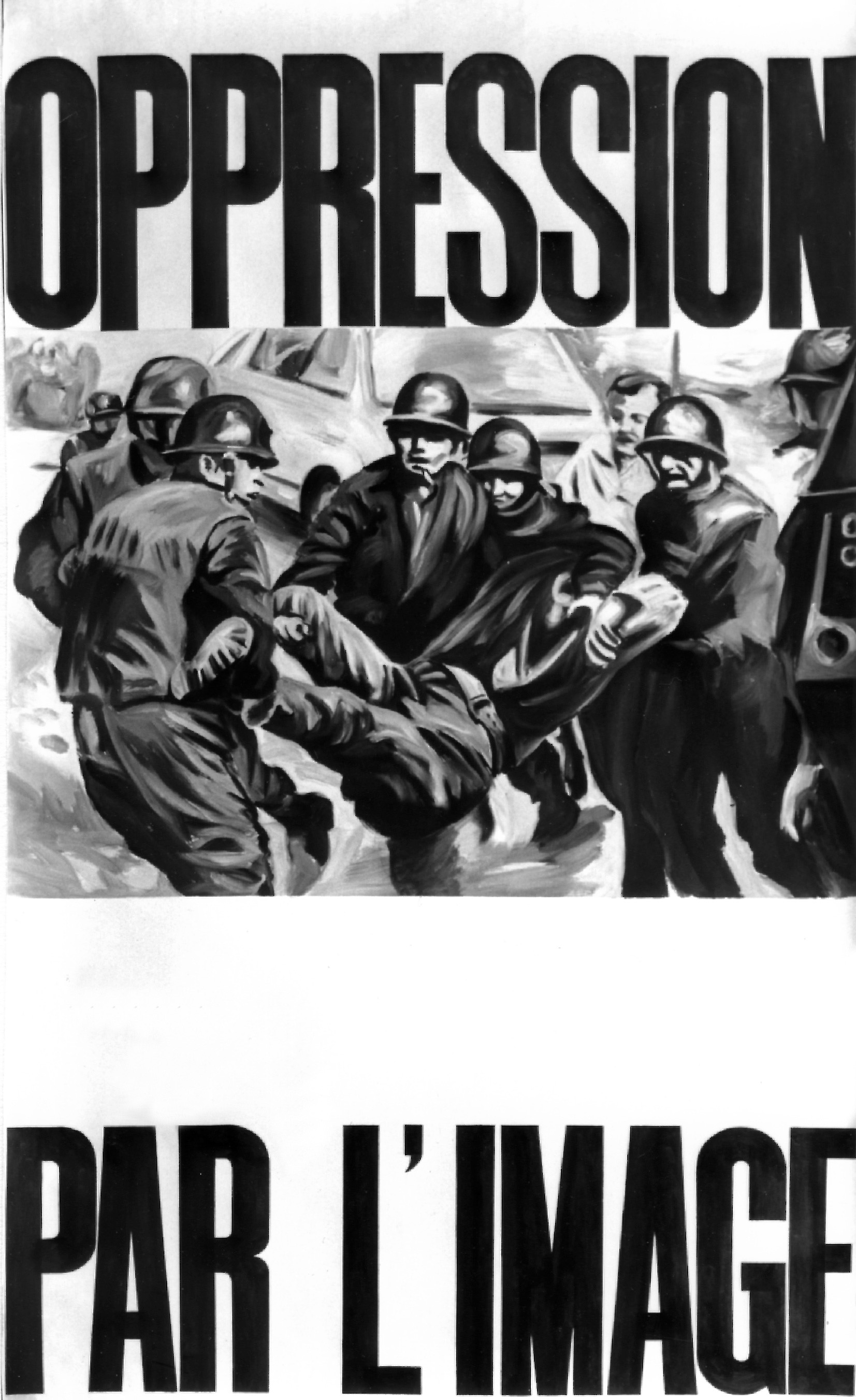
Oppression par l’image, 220 × 110 cm, 1975.
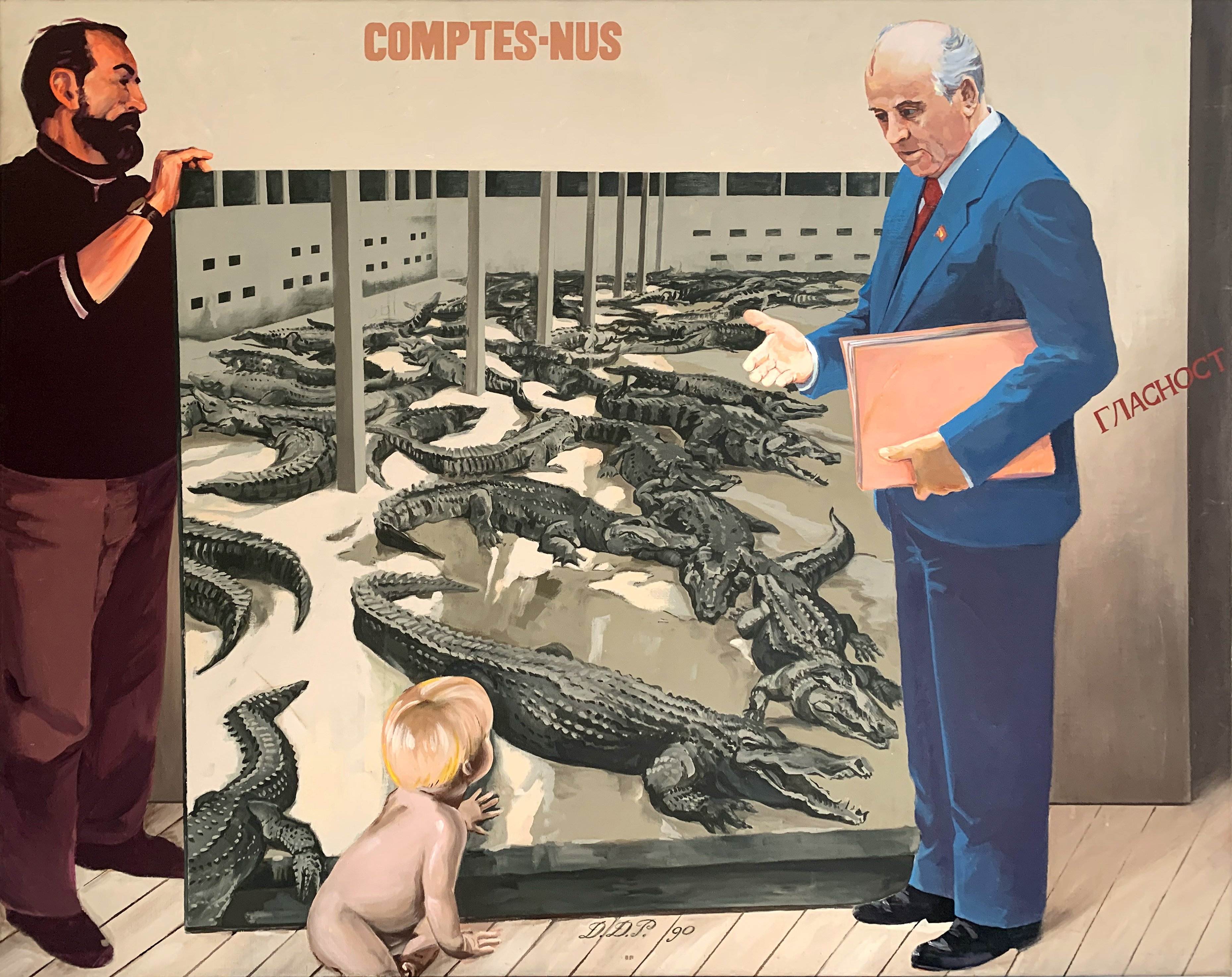
Comptes-nus, (DDP), 114 × 148 cm, 1990.
Hommage à David, Lepelletier, 162 × 130 cm, 1989.